# Császár Gyula
Császár Gyula (Szombathely, 1928. január 29. − Budapest, 2007. január 4.) magyar orvos, reumatológus, belgyógyász, pszichológus, pszichiáter. A pszichoszomatikus betegségek úttörő kutatója. Felesége Bagdy Emőke klinikai szakpszichológus. Gyermekei: Császár Albert belgyógyász, Császár Zsolt teológus, Császár Noémi klinikai szakpszichológus.

## Életpályája
A Budapesti Orvostudományi Egyetemen diplomázott 1952-ben. A katonaságnál hadnagyi rangban szolgált, s mint epidemiológus nyert kiképzést. Császár Gyula már 1953-ban közleményt írt a vérhas patogeneziséről, amelyben a pszichikus tényezők szerepét is hangsúlyozta. E közlemény feltűnést keltett, mert Magyarországon az 1950-es években nem lehetett pszichológiai tényezőkről írni. A katonaság után az Országos Közegészségügyi Intézetben a levegő-egészségügyi program kidolgozásában vett részt. Együtt dolgozott Marton Magdával, aki hasonló feladatokkal foglalkozott, a kor uralkodó szemléletének megfelelően a pavlovi kísérletek álltak előtérben.
1956-tól az Országos Reumatológiai és Fizikoterápiás Intézetben dolgozott, mint reumatológus, majd 1962-től a Péterfi Sándor Utcai Kórház belgyógyászatára került, ahol a vegetatív idegrendszer tónusvizsgálataival foglalkozott a gyógyszerkipróbálások kapcsán. Latoratóriumi és belgyógyászati szakvizsgát is tett. 1971-ben osztályvezető főorvosi kinevezést nyert az Újpesti Kórházban az ún. Bajmegállapítónak nevezett kivizsgáló osztályon, mindjárt vett fel maga mellé egy klinikai pszichológust, aki segített neki az ún. funkcionális, azaz pszichikus eredetű kórképek elkülönítésében és a betegek pszichoterápiás kezelésében. Így fordult Császár Gyula figyelme a pszichoszomatikus betegségek felé, próbálta megoldani azt a rejtélyt, hogyan jutnak el a betegek pszichikus okokból a szervlézióval is jellemezhető állapotig. Mindehhez Császár Gyula magyar nyelvű szakirodalmat nemigen talált, ezért a külföldi szakirodalomban tájékozódott, s 1980-ban megírta az Általános pszichoszomatika című kötetet. E kötetben feldolgozta a pszichoszomatika klasszikusainak munkája mellett az 1950-1970-es évek szakirodalmát, kilenc évvel később szerkesztésében jelent meg Pszichoszomatika a gyakorlatban (1989) című kötete. Közben kandidátusi értekezése Pszichoszomatikus orvoslás címen jelent meg (Budapest, 1981.)
Elméletben és gyakorlati praxisában is kialakította és összehangolta a betegek orvosi, pszichoanalitikus és gyógyszeres kezelését. Bálint Mihály kutatásaira alapozva kiterjesztette vizsgálatait az orvos-beteg kapcsolatra is, ez vezette el a placebo-kérdés, a compliance (gyógyszeres kúra betartása, stb.) és a pszichés iatrogenia (káros orvosi eljárás) tanulmányozásához, olyan kérdésekre is kereste a választ, amelyre még a későbbiek során is csak részben tud hiteles választ adni az orvosi, a pszichiátriai és a pszichológiai tudomány és gyakorlat.
A Bálint Mihály Pszichoszomatikus Társaság tagjaként nagy hatású továbbképző előadásokat tartott családorvosoknak, szakorvosoknak, pszichológusoknak.
Tudományos közleményei orvosi és pszichológiai szakfolyóiratokban jelentek meg, értékesek szakkötetei, szakfordításai, s kordokumentum értékűek naplói, visszaemlékezései. Orvos, szakíró, szakfordító és író volt egyszemélyben.

## Kötetei (válogatás)
- Pszichoszomatikus orvoslás (1980)
- Pszichoterápia / a válogatást készítette, az előszót és a bevezető tanulmányt írta Buda Béla ; [írta Sigmund Freud, Hermann Imre, Császár Gyula et al. (1981)
- A gastrointestinalis rendszer két megbetegedésének (ulcus, colitis) pszichológiai vizsgálata. Juhász Erzsébettel (1981)
- A reumatológiai kórképek pszichoszomatikája (1986)
- Gastroenterológiai betegségek pszichoszomatikája (1986)
- Modern stress-kutatások és a pszichoszomatika (1988)
- A pszichoszomatikus és neurotikus betegségszerveződés komplex, utánkövetéses vizsgálata. Juhász Erzsébettel (1992)
- Pszichoszomatikus betegek az orvosi gyakorlatban / B. Luban-Plozza, W. Pöldinger, F. Kröger ; Bálint Mihály előszavával ; ford., a m. kiadáshoz előszót és jegyzeteket írt Császár Gyula (1994)
- Tanulmányok a szupervízió köréből /szerk. Lippenmeier, Norbert ; ford Császár Gyula et al. (1996)
- Történelmünk - történetem, 1942-1996 : egy orvos naplója (1997)
- A Bálint-csoportok elméleti és gyakorlati kérdései (fordításban való részvétel, 1998)
- A rendszerváltozás anatómiája (1999)
- Így kezdődött.. : írásaim, fordításaim, 1940-1946 (2000)
- Kamasz a külvárosban : regény (2000)
- Élménynaplóm : 1942-1975 (2001)
- Hetven tragikus esztendő : 1919-1989 (2001)
- Négy év története : 1998-2002 (2002)

## Társasági tagság
- A Magyar Pszichiátriai Társaság Pszichoszomatikus Szekciójának vezetőségi tagja (1980-2007)
- A Bálint Mihály Pszichoszomatikus Társaság alapító tagja és első vezetője (1970-80-as évek)

## Díjak, elismerések
- Markusovszky-díj (1980)
- Oláh Gusztáv-emlékplakett (Magyar Pszichiátriai Társaság, 1996)